# Stæremosen Station
Stæremosen Station er en dansk jernbanestation i den sydøstlige del af byen Gilleleje i Nordsjælland. 
Stationen ligger på Hornbækbanen mellem Helsingør og Gilleleje. Stationen åbnede i 1988. Det betjenes i dag af tog fra jernbaneselskabet Lokaltog, der kører hyppige lokaltog mellem Gilleje og Helsingør.